# Trebesinj
Trebesinj este un sat din comuna Herceg Novi, Muntenegru. Conform datelor de la recensământul din 2003, localitatea are 224 de locuitori (la recensământul din 1991 erau 91 de locuitori).

## Demografie
În satul Trebesinj locuiesc 185 de persoane adulte, iar vârsta medie a populației este de 40,4 de ani (39,3 la bărbați și 41,5 la femei). În localitate sunt 82 de gospodării, iar numărul mediu de membri în gospodărie este de 2,73.
Populația localității este foarte eterogenă.
|  |

| Demografie | Demografie | Demografie |
| An         | Locuitori  | Locuitori  |
| ---------- | ---------- | ---------- |
|            |            |            |
|            |            |            |
|            |            |            |
|            |            |            |
| 1948       | 112        |            |
| 1953       | 123        |            |
| 1961       | 105        |            |
| 1971       | 85         |            |
| 1981       | 91         |            |
| 1991       | 91         | 90         |
| 2003       | 230        | 224        |

| \| Componența etnică conform recensământului din 2003[2] \| Componența etnică conform recensământului din 2003[2] \| Componența etnică conform recensământului din 2003[2] \| Componența etnică conform recensământului din 2003[2] \| Componența etnică conform recensământului din 2003[2] \| \| ----------------------------------------------------- \| ----------------------------------------------------- \| ----------------------------------------------------- \| ----------------------------------------------------- \| ----------------------------------------------------- \| \| \| \| \| \| \| \| Sârbi \| Sârbi \| \| 133 \| 59,37% \| \| Muntenegreni \| Muntenegreni \| \| 67 \| 29,91% \| \| Croați \| Croați \| \| 4 \| 1,78% \| \| Macedoneni \| Macedoneni \| \| 1 \| 0,44% \| \| necunoscută \| necunoscută \| \| 16 \| 7,14% \| |              |  |     |        |
| Componența etnică conform recensământului din 2003 |              |  |     |        |
| |              |  |     |        |
| Sârbi | Sârbi        |  | 133 | 59,37% |
| Muntenegreni | Muntenegreni |  | 67  | 29,91% |
| Croați | Croați       |  | 4   | 1,78%  |
| Macedoneni | Macedoneni   |  | 1   | 0,44%  |
| necunoscută | necunoscută  |  | 16  | 7,14%  |